# شهرستان ریورساید (کالیفرنیا)
شهرستان ریورساید (به انگلیسی: Riverside County) نام یک شهرستان در ایالت کالیفرنیا در آمریکا است.